# منطقه حفاظت‌شده میشداغ
منطقهٔ حفاظت‌شدهٔ میشداغ یک منطقهٔ حفاظت‌شده با مساحت ۵۴۷۴۲ هکتار است که در استان خوزستان در ایران قرار دارد. این منطقهٔ حفاظت‌شده طبق مصوبهٔ شمارهٔ ۷۶۸ در تاریخ ۹۹/۱۱/۰۶ در فهرست مناطق تحت حفاظت سازمان محیط زیست ایران قرار گرفت.